# Eurotel (Hotelkette)
Eurotel war eine internationale Hotelkette, die Mitte der 1950er Jahre von der italienischen Bauunternehmerfamilie Vanzo in Bozen entwickelt worden ist.

## Geschichte

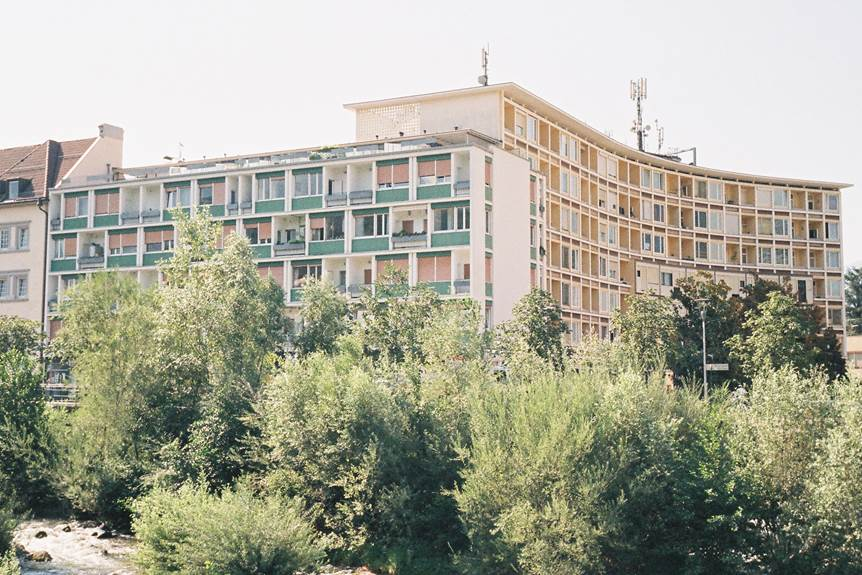
Armando Ronca: Eurotel Meran (1959), Meran

Das Eurotel Unternehmen wurde 1956 von Gennaro Vanzo (1914–1998) in Bozen gegründet, mit der Absicht das Prinzip des Hotels mit dem der Eigentumswohnung zu verbinden. Unter anderem erlaubte das Eurotel-System die Möglichkeit des Tausches mit Besitzern von Apartments an weiteren Standorten.
Das erste Eurotel eröffnete 1959 in Meran und wurde in enger Zusammenarbeit mit dem italienischen Architekten Armando Ronca entwickelt, der auch für die Standardisierung der Wohneinheiten verantwortlich war. Nach diesem Prototyp sind bis Mitte der 1980er Jahre weitere 35 Eurotels in Europa (und der Dominikanischen Republik) mit einer Gesamtzahl von ungefähr 5700 Zimmern entstanden.
Heute werden circa zwei Drittel der ursprünglichen Eurotels als herkömmliche Hotels weitergeführt, während ein Drittel in Eigentumswohnungen umgewandelt worden sind.

## Liste der deutschen, schweizerischen und österreichischen Eurotels
- Eurotel Baiersbronn, Baiersbronn (DE), 1962
- Eurotel St. Blasien, St. Blasien (DE), 1965
- Eurotel Riviera, Montreux (CH), 1967
- Eurotel Crans, Crans-sur-Sierre (CH), 1969
- Eurotel Victoria, Les Diablerets (CH), 1972
- Eurotel Neuchâtel, Neuenburg (CH), 1974
- Eurotel Victoria, Villars-sur-Ollon (CH), 1976
- Eurotel Fribourg, Fribourg (CH), 1977
- Eurotel Bad Gastein, Bad Gastein (AT), 1982
- Eurotel Bad Aussee, Bad Aussee (AT), 1982

(Quelle:)